# Villa Karma
Pour les articles homonymes, voir Karma (homonymie).
La villa Karma est un chef-d’œuvre d'architecture moderne situé dans le canton de Vaud sur le territoire de la commune de Montreux, en Suisse. L'édifice est implanté sur le site d'un ancien prieuré bénédictin, devenu léproserie au XVIe siècle.

## Histoire

### Ancien prieuré et léproserie
L'église de Burier est attestée dès 1175. C'est dans ces lieux qu'est signé le traité de Burier du 3 juillet 1219 par Thomas Ier de Savoie instituant la présence de la maison de Savoie dans le Pays de Vaud. Le prieuré, édifié au bord de la route d'Italie et dépendant du diocèse de Lausanne, est desservi en 1228 par des moines bénédictins dépendant alors de l'abbaye piémontaise de Saint-Michel-de-la-Cluse. Le vocable de l'église dédiée à saint Michel n'est attesté qu'en 1527 mais est assurément plus ancien. L'état du prieuré est jugé ruineux déjà en 1496. En 1536, la Réforme protestante imposée par les Bernois, nouveaux maîtres du territoire, sécularise cette possession ecclésiastique. Désormais, son destin se confond avec celui de la maladière de Burier, située à proximité de l'église et où vivaient des lépreux dès le XIIIe siècle. En 1538, cette maladières est transférée dans les locaux de l'ancien prieuré transformé à cet usage. Ce nouvel hôpital de Burier est attribué à la paroisse de Montreux et accueille désormais les lépreux de tout le bailliage de Vevey. Au XVIIIe siècle les plans cadastraux montrent encore le chevet de l'ancienne église romane, avec transept et trois absides hiérarchisées (une grande sur l'axe, flanquée d'absidioles légèrement imbriquées), conformément à la tradition romane des sanctuaires bénédictins et rappelant ce que l'on observe à l'église du prieuré de Rougemont. À Burier, cette partie de l'église, servant, avec ses voûtes, de caves et dépôts, avait été conservée en raison de son usage pratique.
Les ancien édifices sont démolis et vers 1787 une nouvelle maison s'élève à cet emplacement. Vendue à des particuliers en 1818 et transformée durant la seconde moitié du XIXe siècle, elle est reconstruite au début du XXe siècle pour devenir l'un des plus intéressants bâtiments modernes du canton de Vaud.

### Villa moderne
En 1903, en effet, le docteur Theodor Beer, professeur de physiologie comparée à l'Université de Vienne et amant de Bertha Eckstein-Diener, demande à un architecte de Vevey, Henri Lavanchy (1836-1914) un projet de transformation de sa villa à « la Maladaire ». Mais en 1904, un nouvel architecte intervient en la personne d'Adolf Loos, qui reprend le projet de Lavanchy et le transforme en profondeur, revoyant notamment toute la décoration intérieure.
Beer termine mal sa carrière académique. En 1904, il est obligé de s'expatrier pour échapper à la justice viennoise à la suite d'une dénonciation portant atteinte à sa respectabilité scientifique. Sa fuite en Grande-Bretagne, puis aux États-Unis, entraîne une campagne de presse, un procès à huis clos, la dégradation académique et l'interdiction de séjour en Autriche.
Le bâtiment d'origine mesurait 14,5 par 11,5 mètres. Le plan de Loos prévoyait d'augmenter cette surface avec une pièce unique d'environ 3 mètres 50 de large, s'étendant sur trois des côtés originaux et de l'entourer avec quatre tourelles situées aux coins de la structure peinte totalement en blanc ; le toit original fut supprimé pour être remplacé par une terrasse en attique.
Entre 1903 et 1906, Loos travaille également sur la décoration intérieure de la villa, et en particulier de la salle de bains principale, réalisée entièrement en marbre noir de Saint-Triphon et fermée par des portes en bronze. Il abandonne ensuite le chantier qui, dès 1908, est repris par l'architecte d'origine croate Hugo Ehrlich et terminé en 1912.
Le bâtiment est inscrit comme bien culturel suisse d'importance nationale.